# 茨城ロングホーン
茨城ロングホーン（いばらきロングホーン、英: Ibaraki Longhorn）は、日本のバスケットボールチーム。活動地域は茨城県牛久市。

## 概要
2005年にアンフィニ東京・所沢ブロンコス（現在のさいたまブロンコス）元HCの澤田司が、「サッカーの鹿島アントラーズのように、牛久からプロチームを立ち上げれば、街が元気になる」と呼びかけ、特定非営利活動法人として設立された。プロリーグ参戦を視野に入れている。
しかし、プロリーグ参戦を果たすことはできず、NPO団体として小学生向けのミニバスケットボールチームとしての活動を行っていたが、2025年3月23日をもって解散した。

## 選手とスタッフ

### 過去の所属選手
- 黒岩元希
- 佐久間陸
- 越川義久
- 澤田将生

### 歴代HC
1. チャールズ・ジョンソン